# بلانکا سوتو

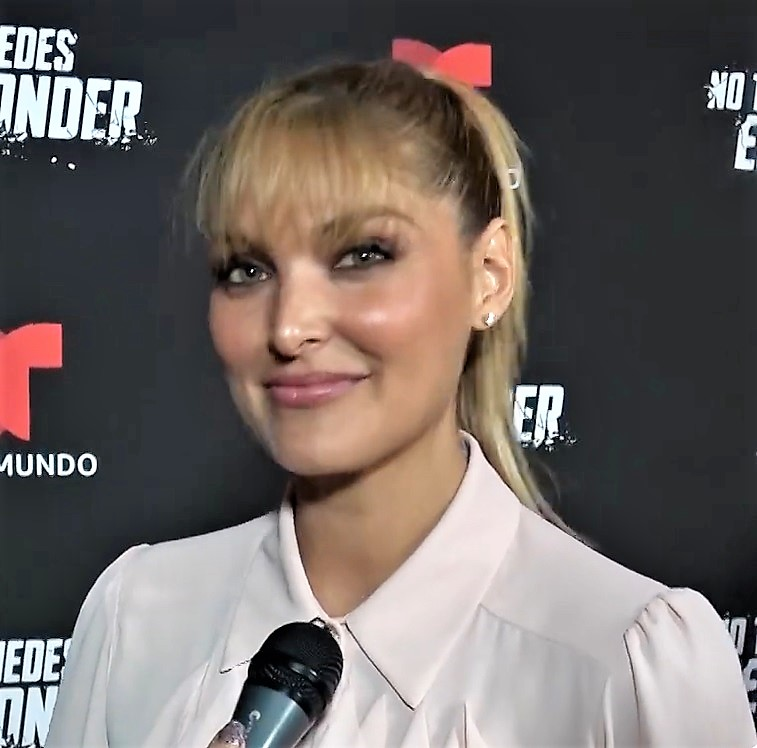
بلانکا سوتو

بلانکا دلفینا سوتو بناویدس (به اسپانیایی: Blanca Delfina Soto Benavides) بازیگر، مدل و همچنین ملکه زیبایی مکزیک است.
او در ۵ ژانویه ۱۹۷۹ در شهر مونتری مکزیک زاده شد. بلانکا در سال ۲۰۰۷ با جک هارتنت بازیگر مطرح آمریکایی ازدواج کرد.
بلانکا در سریال اوالونا که از شبکه فارسی ۱ پخش میشود به عنوان ستاره فیلم ایفای نیز نقش کرده است.

## فیلم ها
2004-2005 La Gran Fiesta....Corodinadora....programa Telefutura
2009-Deep In The Valley.....Suzi Diablo....supporting role
2010-Regresa.....Maria Gonzalez...lead role
2010- 2011 Eva Luna....... Eva Gonzalez.. lead role...Note: This was Soto's first lead role in a soap opera.
2011- Don Francisco Presenta...herself.......Note:: This was a television special based on the Eva Luna soap opera ending